# Пан (обращение)
Пан — форма вежливого обращения, применяемая в некоторых славянских языках: польском, чешском, словацком, украинском и белорусском.
В украинском и белорусском языках современное употребление слова «пан» является неустоявшимся: в украинском сравнимо с употреблением в русском языке слова «господин»; в белорусском употребляется весьма редко, значительно уступая аналогичному по смыслу слову «спадар». Тем не менее в украинском языке в постсоветское время наблюдается тенденция возвращения в широкий обиход данного обращения; на Западной Украине оно, по сути, никогда не исчезало; в Галиции было введено в 1434 году, когда король Владислав III Варненчик издал привилей, которым уравнял в правах галицких бояр с польской шляхтой, с тех пор все шляхтичи и магнаты сменили название «бояре» на титул «пан». В древнерусском языке слово «пан» фиксируется в актовых документах Галицко-Волынского княжества: «А при том были митрополит кїевскїи Кипрїанъ, владыка перемысльскїи Ларіωнъ и князь Андреи Ярославовічъ и панъ Васко и иных бояр много было при том».
В форме «бан» слово существует в южнославянских языках, где имеет значение «начальник», «правитель» или «наместник». Также заимствовано литовским языком: обращение к мужчине — ponas, к женщине — ponia, к незамужней девушке — panelė.
Существует теория, согласно которой слово «пан» восходит к праславянскому *gъpanъ, происходящему от скифского *gupān(a)- (ср. с древнеиранским *gaupana- — «оберегающий, пасущий скот, коровий пастух, волопас»). В соответствии с данной теорией, слово вошло в праславянский язык в эпоху скифских походов около V в. до н. э., что подтверждается наличием в старочешском языке слова «пан» в форме hpan.

## Польский язык
Польское слово «пан» (пол. pan) является аналогом русского слова «господин»; оно применяется:
- в отношении лица, облечённого властью: «Король — наш господин» — «Król naszym panem»;
- в отношении владельца земли, помещика, барина;
- в качестве характеристики Бога: «Господь Бог наш» — «Pan Bóg nasz»;
- в качестве формы вежливости: «господин Ковальский» — «pan Kowalski».

В отличие от русского «господин», польское «пан» является аналогом обращения на «Вы». Однако в польском это обращение употребляется не с глаголами II лица множественного числа, а с глаголами III лица единственного числа: «Вы живёте в Москве?» — «Czy Pan mieszka w Moskwie?». Существует возможность использования обращения «пан» и с глаголами II лица единственного числа (например, «Mieszkasz pan w Moskwie?»), однако эта форма носит агрессивный, оскорбительный характер.
Как и во многих других языках (например, англ. Miss, Mrs), польская форма вежливого обращения в женском роде имеет две формы:
- пани (пол. pani) — основная форма, ранее использовалась в отношении замужних женщин;
- панна (пол. panna) — в современной речи употребляется редко, обычно в отношении маленькой девочки. Ранее использовалась в отношении незамужних женщин.

Различают также формы множественного числа слова «пан»:
- панове (пол. panowie) — форма множественного числа мужского рода;
- пане (пол. panie) — форма множественного числа женского рода;
- панны (пол. panny) — форма множественного числа женского рода при обращении к незамужним женщинам (в современной речи употребляется редко);
- паньство (пол. państwo) — собирательное при одновременном обращении к женщинам и мужчинам, а также к супружеской паре либо когда речь идет о супружеской паре. Слово имеет также значение «государство». В значении обращения к женщинам и мужчинам употребляется с глаголом 3 лица мн.ч. : Czy państwo mieszkają w Moskwie? В значении «государство» — с 3 лицом ед.ч.: Państwo dba o swoich obywateli.

Обращение пан используется в отношении известного героя польского фольклора — Твардовского.

### Употребление
Поляки придают большое значение употреблению форм вежливого обращения. Использование той или иной формы зависит от социального, иерархического статуса, а также от степени знакомства или близости родственных связей между теми или иными людьми.
В прошлом в устной речи шляхтичи обращались друг к другу на «ты» или говорили «пан брат», подчеркивая равный статус (отсюда появились слова «панибратство» и «панибратский»). В письмах XVI—XVII веков часто использовалось обращение Wasza Miłość Mój Miłościwy Pan. Со временем такие конструкции стали сокращаться, а затем осталось только слово pan.
В настоящее время наиболее вежливым (но и официальным) является употребление слова «пан» (или «пани») вместе с полным именем собеседника, например: пан Анджей Петрашевский (пол. pan Andrzej Pietraszewski), пани Эва Шикульская (пол. pani Ewa Szykulska). При обращении к собеседнику в письменной форме слово «пан» всегда пишется с большой буквы.
Эта же форма применяется при указании адресата в письмах; в таком случае слово «пан» также пишется только с большой буквы. Более вежливой (но несколько архаичной формой) является именование адресата с использованием аббревиатур «WSz» (пол. Wielce Szanowny — глубокоуважаемый) или «Sz» (пол. Szanowny — уважаемый). Например: WSz Pan Zbigniew Cybulski, Sz Pani Anna Chojnicka.
Менее официальной формой является именование собеседника «пан» и по фамилии: пан Краевский (pan Krajewski), пани Лещевич (pani Leszczewicz). В отличие от русского языка, в котором обращение по фамилии носит официальный характер, в польском данная форма считается общеупотребительной между людьми, не слишком хорошо знакомыми между собой.
В обращении между коллегами, знакомыми, при обращении младших по возрасту к более старшим товарищам, слово «пан» используется вместе с именем: пан Юзеф (pan Józef), пани Ядвига (pani Jadwiga). Ещё менее формальным является употребление «пан» с уменьшительной формой имени: пан Юзек (уменьшительное от «Юзеф» — pan Józek), пани Ядя (уменьшительное от «Ядвига» — pani Jadzia).
Именование собеседника только по имени, без употребления слова «пан» или «пани», носит неформальный характер и употребляется лишь между друзьями, родными и близкими, в молодёжной среде.
При личном обращении в польском языке используется звательный падеж. Это правило относится и ко всем формам слова «пан». Например, в обращении «пан Лисовский» (panie Lisowski) слово «пан» имеет форму звательного падежа.
В польском языке сложилась своеобразная формула речевого этикета, когда к собеседнику обращаются в третьем лице: «пусть пан войдет», «знает ли пани, что…», «понравился ли панам ужин».